# ايرين ويد
ايرين ويد (بالإنجليزية: Ernestine Wade)‏ هي ممثلة أمريكية، ولدت في 7 أغسطس 1906 في جاكسون في الولايات المتحدة، وتوفيت في 15 أبريل 1983 في لوس أنجلوس في الولايات المتحدة.

## وصلات خارجية
- ايرين ويد على موقع IMDb (الإنجليزية)
- ايرين ويد على موقع ألو سيني (الفرنسية)
- ايرين ويد على موقع قاعدة بيانات الأفلام السويدية (السويدية)
- ايرين ويد على موقع قاعدة بيانات الفيلم (الإنجليزية)
- ايرين ويد على موقع كينوبويسك (الروسية)